# آرشي سمول
آرشي سمول (بالإنجليزية: Archie Small)‏ (1889 في المملكة المتحدة - 1955 في المملكة المتحدة) هو لاعب كرة قدم بريطاني (وحمل سابقاً جنسية المملكة المتحدة لبريطانيا العظمى وأيرلندا) في مركز جناح ‏. لعب مع نادي ساوثهامبتون وRoyal Engineers A.F.C. ‏.